# The X Factor (tizenharmadik évad)
A The X Factor egy brit tehetségkutató, melynek legfőbb célja, hogy új popsztárokat fedezzen fel. A műsor tizenharmadik évada 2016. augusztus 27-én kezdődött meg az ITV-n. A show fináléját december 11-én közvetítette a csatorna élőben a londoni SSE Arena, Wembleyből. A műsor házigazdája ebben az évadban ismét Dermot O'Leary volt, aki egy év kihagyás után tért vissza, ez a kilencedik évada műsorvezetőként. A zsűrit Simon Cowell, Sharon Osbourne, Nicole Scherzinger valamint Louis Walsh alkotta. Walsh a tizenkettedik, Cowell a tizedik, Osbourne a hatodik, Scherzinger pedig a harmadik alkalommal foglalt helyet a zsűriben.
Az évad nyertese Matt Terry lett a Fiúk kategóriából. Ezzel Scherzinger másodszor is győzni tudott a Fiúk kategóriával.

## A zsűri és a műsorvezetők
Simon Cowell 2015. december 11-én az előző évad döntőjének sajtótájékoztatóján bejelentette, hogy 2016-ban tizedik alkalommal is tagja lesz a zsűrinek. 2016. február 18-án az ITV illetékesei bejelentették, hogy az új évadban nem lesz zsűritag az előző évadban megismert Nick Grimshaw. Távozott a műsorból februárban a két műsorvezető Olly Murs és Caroline Flack is. 2016. április 4-én Cheryl is bejelentette, hogy nem vesz részt a műsorban, hogy ismét a zenei karrierjére koncentrálhasson. Majd 2016. május 10-én Rita Ora a Twitteren jelentette be, hogy nagyon hálás az előző évadban szerzett tapasztalataiért Cowellnek, de ebben az évadban ő sem vesz részt a műsorban egyéb elfoglaltságai miatt.
Az ITV 2016. március 28-án bejelentette, hogy Dermot O'Leary visszatér és egy év kihagyás után ismét ő lesz a show házigazdája. 2016. május 11-én több cikk is megjelent, ami beszámolt arról, hogy Louis Walsh aláírta a szerződését, ezzel ő volt az első, akinek a neve biztossá vált az egyedüli visszatérő Cowell mellett. Két nappal később, május 13-án egy rádió interjúban Andrew Lloyd Webber megerősítette, hogy Nicole Scherzinger is visszatér a műsorba, hiszen emiatt mondta vissza aMacskákban való szereplését. Az ITV sajtónyilatkozatában június 1-jén jelentette be Osbourne, Scherzinger és Walsh visszatérését.
A show ITV2-n futó kísérő műsorát, a The Xtra Factor-t Matt Edmondson és a kilencedik évad egyik népszerű versenyzője Rylan Clark-Neal vezeti. Az évad különlegessége, hogy a műsor az első válogatástól kezdve minden héten élőben jelentkezik az eddigi évektől eltérő módon. Roman Kemp felelt a digitális tartalmakért és a közösségi oldalakon megjelenő tartalmakért.

## A kiválasztás menete

### Jelentkezés
Simon Cowell 2015 decemberében úgy nyilatkozott, hogy 2016-ban ismét visszatérnek a műsorba a nézők által kedvelt szobaválogatások és a jelentkezési korhatár ismét tizenhat éves kor lesz. Az évadba való jelentkezés 2015. december 6-án kezdődött, a 12. évad több adásában futott a jelentkezésre buzdító reklám. Újra visszatértek a mobilválogatások is, amely az egész országot járva próbálják megszólítani a tehetségeket. A mobilválogatások 2016. március 7-én kezdődtek meg és április 30-ig tartottak. Ezalatt a két hónap alatt 39 városban biztosítottak lehetőséget a jelentkezésre.
Az ITV 2016. március 28-án bejelentette, hogy az előző évadtól eltérően ismét szobaválogatásokon látja először a zsűri a jelentkezőket. Első alkalommal a Facebookon is lehetett jelentkezni a műsorba.

### Producerek meghallgatásai
A producerek kilenc városba látogattak el és keresték azokat a tehetségeket, akik megnyerhetik a műsor 2016-os évadát. Ezen válogatások április 7-én Glasgowban kezdődtek meg, majd Birminghamben, Cardiffban, Dublinban, Newcastleben, Londonban, Manchesterben, Liverpoolban folytatódtak és május 27-én értek véget Leicesterben. Ezenkívül 2016. május 23-án újabb válogatót hirdettek meg május 28-ra Londonba, azonban ez a lehetőség, csak a "Csapatok" kategória indulóinak állt fent.

### A zsűri meghallgatásai
Az első öt évadhoz hasonlóan a versenyzők kisebb szobában léptek fel először. A szobában csak a versenyző és a négy zsűritag van jelen, akik itt sikerrel teljesítenek, azaz három vagy több igen szavazatot szereznek, azok továbbjutnak a táborba. A jelentkezők öt különböző városban nyűgözhették le az ítészeket. A meghallgatások visszatértek Írországba is. A zsűri első napja június 10-én volt Leicesterben. A válogatások Manchesterben folytatódtak június tizenharmadikán és tizennegyedikén, majd a zsűri tagjai Londonban keresték tovább a tehetségeket június 17-től június 19-ig. Nicole Scherzinger más elfoglaltsága miatt nem tudott részt venni a londoni válogatások első napján, ezért azon a napon Mel B helyettesítette. Június 23-án a válogatások Edinburghben folytatódtak, ahol néhány szerencsés néző a várakozó versenyzőkkel nézhette a válogatásokat a helyszínen. Ezen a napon Osbourne amerikai elfoglaltságai miatt nem vett részt a válogatásokon. Ezután a zsűritagok július 1-jén Írországba utaztak, ahol Dublinban fejeződött be a leendő versenyzők meghallgatása. A műsor Írországba való visszatérése miatt a zsűri érkezését kisebb fesztivál is megelőzte. Akik a jelentkezésüket késve adták le, azoknak lehetősége volt július 5-én a tábor kezdete előtt egy utolsó válogatás keretében megmutatni magukat a zsűrinek.
A válogatások vetítése augusztus 27-én kezdődött meg és hét adáson keresztül folytatódott, az utolsó válogatós adásra szeptember 17-én került sor.
| Város      | Időpont             | Helyszín                    |
| ---------- | ------------------- | --------------------------- |
| Leicester  | 2016. június 10.    | King Power Stadium          |
| Manchester | 2016. június 13-14. | Old Trafford Cricket Ground |
| London     | 2016. június 17-19. | ExCel Centre                |
| London     | 2016. július 5.     | Alexandra Palace            |
| Edinburgh  | 2016. június 23.    | Assembly Rooms              |
| Dublin     | 2016. július 1.     | Croke Park                  |

### A tábor
A meghallgatásokon sikeresen szereplő 121 versenyző továbbjutott a táborba, ahol szintén csak a zsűritagok előtt léptek fel. A megmérettetés ezen szakaszának az előző évhez hasonlóan egy kúria adott otthont. 2016-ban ez a ház a londoni Alexandra Palace volt. A tábor július 5-től július 8-ig tartott, melynek keretében a versenyzőknek csapat feladaton kellett részt venniük. A csoport megmérettetés előtt a versenyzők a Dalok faláról választhattak, hogy mit akarnak előadni a zsűrinek, akik ugyanazt a dalt választották, ők kerültek egy csapatba.
A zsűri a tábor utolsó napján megtudta, hogy melyik kategória mentora lett. Simon Cowell a Lányok, Nicole Scherzinger a Fiúk, Sharon Osbourne a 25 év felettiek, míg Louis Walsh a Csapatok mentora lett.
A tábort egy 68 perces epizódban összefoglalva szeptember 18-án vetítette az ITV.

### A hat-szék kihívás
A táborban a sikeresen szereplő versenyzők továbbjutottak a hat-szék kihívásra, ahol 2016-ban első alkalommal több ezer fős közönség előtt kellett megküzdeniük a "Mentorok házába" való bejutásért. A hat-szék kihívás felvételei július 9-től július 11-ig tartottak az SSE Arena-ban Londonban ötezer fős közönség előtt.
A hat-szék kihíváson továbbjutott Ivy Grace Paredes visszalépett a versenytől, helyét mentora döntése alapján Honey G vette át.
A műsorban jól ismert Wild Card versenyzőket, már a kihívás után kiválasztották a zsűritagok, azonban nem saját kategóriáik számára, hanem mindannyian egy másik mentornak választottak egy hetedik versenyzőt a csapatába.
A hat-szék kihívást két epizódban szeptember 24-én és 25-én vetítette a műsor angol sugárzója.
| Kategória (mentor)      | Továbbjutott versenyzők                                                                                 | Wildcard        | Wildcard-ot választotta |
| ----------------------- | --- | --------------- | ----------------------- |
| Lányok (Cowell)         | Soheila Clifford, Kayleigh Marie Morgan, Caitlyn Vanbeck, Gifty Agyeman, Emily Middlemas, Olivia Garcia | Samantha Lavery | Walsh                   |
| Fiúk (Scherzinger)      | Matt Terry, James Hughes, Niall Sexton, Freddy Parker, Nate Simpson, Christian Burrows                  | Ryan Lawrie     | Cowell                  |
| 25 felettiek (Osbourne) | Samantha Atkinson, James Wilson, Relley C, Christopher Peyton, Janet Grogan, Ivy Grace Paredes          | Saara Aalto     | Scherzinger             |
| Csapatok (Walsh)        | 5AM, Skarl3t, 4 of Diamonds, The Brooks, Ottavio and Bradley, Tom and Laura                             | Yes Lad         | Osbourne                |

### Mentorok háza
A hat-szék kihíváson sikeresen teljesítő 28 versenyző jutott tovább a műsor ezen szakaszába. Itt minden zsűritag a kategóriájának megmaradt hét versenyzőjét egy exkluzív helyszínen hallgatta meg újra, ezután pedig eldöntötte, hogy kik lesznek azok a szerencsés versenyzők, akik továbbjutnak az élő adásokba, ahol már a nézők voksaiért küzdhetnek meg. Minden mentort a döntés meghozatalában vendégzsűritagok segítettek.
Louis Walsh Ibizára repült, ahol az angol Got Talent egyik állandó zsűritagjával Alesha Dixonnal és a 11. évad második helyezettjével Fleur Easttel kiválasztották a három legjobb csapatot. Nicole Scherzingernek Calvin Harris segített a legjobb fiú versenyzők kiválasztásában a Nizzában. Sharon Osbourne Los Angelesben a saját házában fogadta a legjobb versenyzőit, a döntések meghozatalában a 10. évadhoz hasonlóan Robbie Williams segített neki. Simon Cowell Malibura utazott a lányokkal, neki a vendég zsűritag és a tizenegyedik évad mentora Mel B és a Spice Girls egyik másik tagja Emma Bunton nyújtott segítséget.
A mentorok háza adásaira október 1-én és 2-án került sor, két epizódban.
| Zsűritag           | Kategória    | Helyszín    | Segítő(k)                  | Kiesett versenyzők                                                      |
| ------------------ | ------------ | ----------- | -------------------------- | ----------------------------------------------------------------------- |
| Simon Cowell       | Lányok       | Malibu      | Mel B és Emma Bunton       | Soheila Clifford, Olivia Garcia, Kayleigh Marie Morgan, Caitlyn Vanbeck |
| Nicole Scherzinger | Fiúk         | Nizza       | Calvin Harris              | Christian Burrows, James Hughes, Niall Sexton, Nate Simpson             |
| Sharon Osbourne    | 25 felettiek | Los Angeles | Robbie Williams            | Samantha Atkinson, Janet Grogan, Christopher Peyton, James Wilson       |
| Louis Walsh        | Csapatok     | Ibiza       | Alesha Dixon és Fleur East | Four Of Diamonds, Tom and Laura, Skarl3t, Yes Lad                       |

## Döntősök
Jelmagyarázat:
     – Nyertes
     – Második helyezett
     – Harmadik helyezett
     – Visszalépett
| Kategória (mentor)      | Versenyzők       | Versenyzők    | Versenyzők      | Versenyzők       |
| ----------------------- | ---------------- | ------------- | --------------- | ---------------- |
| Lányok (Cowell)         | Sam Lavery       | Gifty Louise  | Emily Middlemas |                  |
| Fiúk (Scherzinger)      | Ryan Lawrie      | Freddy Parker | Matt Terry      |                  |
| 25 felettiek (Osbourne) | Saara Aalto      | Relley C      | Honey G         |                  |
| Csapatok (Walsh)        | 5 After Midnight | Bratavio      | Brooks Way      | Four of Diamonds |

## Élő adások
2016-ban az előző évaddal ellentétben ismételten tíz héten keresztül követhették élőben a nézők a legjobb versenyzők küzdelmét az egymillió fontos lemezszerződésért. Az első élő adást október 8-án közvetítette az ITV, míg a műsor döntőjére december 11-én került sor több ezer fős közönség előtt az SSE Wembley Arénában. A tíz hét alatt minden héten vendégfellépők szórakoztatták a nézőközönséget a versenyprodukciók mellett. Újítás volt ebben az évadban, hogy minden hét dalainak témáját a vasárnapi műsor végén egy zenegép megpörgetésével választotta ki Dermot, a műsorvezető. Szintén újítás, hogy az eredményhirdetések során az utolsó három helyezettet hirdették ki, ezután újra megindult a szavazás a hivatalos applikáción 4 percre és az így legtöbb szavazatot szerzett versenyző megmenekült a párbajtól, ez volt az úgynevezett "Lifeline" szavazás. A "Lifeline szavazás az elsőtől az ötödik hétig tartott a hatodik héttől az előző évekhez hasonlóan már csak az utolsó kettőt hirdették ki.
Az első héten a vendégfellépő a kilencedik évad győztese James Arthur volt. A második héten a szombaton a Motown: The Musical szereplői, vasárnap pedig a nyolcadik évad nyertese a Little Mix és a OneRepublic nevű együttes lépett fel élőben. A harmadik héten szombaton a shhow mentora Nicole Scherzinger vasárnap pedig a Busted nevű angol együttes lépett fel a 10 versenyzővel illetve Shawn Mendes és John Legend adott elő egy-egy dalt az eredményhirdetésen. A negyedik héten az előző évad győztese Louisa Johnson és Bruno Mars lépett fel. Az ötödik héten a vasárnapi eredményhirdetésen Robbie Williams és Emeli Sandé kápráztatta el a közönséget élő fellépésével. A hatodik héten szombaton a Sister Sledge, vasárnap pedig a show hatodik évadának második helyezettje Olly Murs és Nathan Sykes lépett fel az eredményhirdetésen. A hetedik héten nem volt a versenyzőknek közös produkciója, helyette a School of Rock musical szereplői énekeltek egy dalt a színházi darabból, majd Craig David és Alicia Keys lépett fel az eredményhirdetésen. A nyolcadik heti eredményhirdetésen a Busted és a Clean Bandit nevű együttes lépett fel élőben. A kilencedik héten, azaz az elődöntőben Zara Larsson és Lady Gaga lépett fel a vasárnapi eredményhirdetésen. A show fináléjának szombati napján a One Direction egyik sztárja Louis Tomlinson adta elő új dalát Steve Aoki közreműködésével valamint fellépett The Weeknd is. Vasárnap a Little Mix elénekelte legújabb dalát Charlie Puthszal, fellépett még Kylie Minogue valamint a Madness nevű együttes.

### Eredmények összefoglalója
Jelmagyarázat
| – | A versenyző a legtöbb szavazatot kapta                                                                              |
| – | A versenyző benne volt az utolsó kettő/háromban és párbajoznia kellett                                              |
| – | A versenyző benne volt az utolsó háromban, de a vasárnapi 4 perces "Lifeline" nézői voksok megmentették a párbajtól |
| – | A versenyző a legkevesebb szavazatot kapta és kiesett, párbaj nélkül.                                               |
| – | A versenyző visszalépett a versenytől                                                                               |

| Versenyző             | 1. hét                      | 2. hét                           | 3. hét                      | 4. hét                          | 5. hét                              | 6. hét                        | 7. hét                         | 8. hét                     | 9. hét                             | 10. hét                                                           | 10. hét                                                           |  |
| Versenyző             | 1. hét                      | 2. hét                           | 3. hét                      | 4. hét                          | 5. hét                              | 6. hét                        | 7. hét                         | 8. hét                     | 9. hét                             | Szombat                                                           | Vasárnap                                                          |  |
| --------------------- | --------------------------- | -------------------------------- | --------------------------- | ------------------------------- | ----------------------------------- | ----------------------------- | ------------------------------ | -------------------------- | ---------------------------------- | ----------------------------------------------------------------- | ----------------------------------------------------------------- |  |
| Matt Terry            | 1. 22,2%                    | 1. 19,5%                         | 1. 17,8%                    | 2. 18,7%                        | 1. 16,7%                            | 3. 16,7%                      | 1. 21,1%                       | 3. 21,2%                   | 3. 22,5%                           | 2. 33,4%                                                          | Nyertes 48,5%                                                     |  |
| Saara Aalto           | 9. 5,3%                     | 9. 6,4%                          | 2. 13,7%                    | 3. 11,3%                        | 6. 9,4%                             | 2. 18,4%                      | 2. 20,1%                       | 1. 23,7%                   | 1. 28,8%                           | 1. 35,3%                                                          | Második 40,4%                                                     |  |
| 5 After Midnight      | 2. 13,3%                    | 2. 15,6%                         | 4. 11,5%                    | 4. 10,6%                        | 2. 15,5%                            | 1. 19,0%                      | 3. 17,5%                       | 4. 20,3%                   | 2. 26,6%                           | 3. 31,3%                                                          | Kiesett (10. hét)                                                 |  |
| Emily Middlemas       | 3. 11,9%                    | 3. 11,0%                         | 3. 11,9%                    | 1. 18,7%                        | 3. 15,3%                            | 4. 13,4%                      | 4. 16,8%                       | 2. 22,6%                   | 4. 22,1%                           | Kiesett (9. hét)                                                  | Kiesett (9. hét)                                                  |  |
| Honey G               | 4. 10,9%                    | 4. 9,3%                          | 5. 9,4%                     | 6. 9,2%                         | 5. 11,6%                            | 5. 11,7%                      | 6. 11,2%                       | 5. 12,2%                   | Kiesett (8. hét)                   | Kiesett (8. hét)                                                  | Kiesett (8. hét)                                                  |  |
| Ryan Lawrie           | 8. 6,2%                     | 10. 4,6%                         | 8. 7,4%                     | 7. 8,7%                         | 4. 14,1%                            | 6. 11,1%                      | 5. 13,3%                       | Kiesett (7. hét)           | Kiesett (7. hét)                   | Kiesett (7. hét)                                                  | Kiesett (7. hét)                                                  |  |
| Sam Lavery            | 5. 9,8%                     | 5. 8,8%                          | 6. 8,1%                     | 5. 10,1%                        | 8. 8,5%                             | 7. 9,7%                       | Kiesett (6. hét)               | Kiesett (6. hét)           | Kiesett (6. hét)                   | Kiesett (6. hét)                                                  | Kiesett (6. hét)                                                  |  |
| Four of Diamonds      | nem lépett fel              | 6. 7,3%                          | 10. 6,1%                    | 9. 6,1%                         | 7. 8,9%                             | Kiesett (5. hét)              | Kiesett (5. hét)               | Kiesett (5. hét)           | Kiesett (5. hét)                   | Kiesett (5. hét)                                                  | Kiesett (5. hét)                                                  |  |
| Gifty Louise          | 7. 6,6%                     | 8. 6,4%                          | 7. 7,9%                     | 8. 6,6%                         | Kiesett (4. hét)                    | Kiesett (4. hét)              | Kiesett (4. hét)               | Kiesett (4. hét)           | Kiesett (4. hét)                   | Kiesett (4. hét)                                                  | Kiesett (4. hét)                                                  |  |
| Relley C              | 6. 7,8%                     | 7. 6,6%                          | 9. 6,2%                     | Kiesett (3. hét)                | Kiesett (3. hét)                    | Kiesett (3. hét)              | Kiesett (3. hét)               | Kiesett (3. hét)           | Kiesett (3. hét)                   | Kiesett (3. hét)                                                  | Kiesett (3. hét)                                                  |  |
| Freddy Parker         | 10. 3,4%                    | 11. 4,5%                         | Kiesett (2. hét)            | Kiesett (2. hét)                | Kiesett (2. hét)                    | Kiesett (2. hét)              | Kiesett (2. hét)               | Kiesett (2. hét)           | Kiesett (2. hét)                   | Kiesett (2. hét)                                                  | Kiesett (2. hét)                                                  |  |
| Bratavio              | 11. 2,6%                    | Kiesett (1. hét)                 | Kiesett (1. hét)            | Kiesett (1. hét)                | Kiesett (1. hét)                    | Kiesett (1. hét)              | Kiesett (1. hét)               | Kiesett (1. hét)           | Kiesett (1. hét)                   | Kiesett (1. hét)                                                  | Kiesett (1. hét)                                                  |  |
| Brooks Way            | nem lépett fel              | Visszalépett (1. hét)            | Visszalépett (1. hét)       | Visszalépett (1. hét)           | Visszalépett (1. hét)               | Visszalépett (1. hét)         | Visszalépett (1. hét)          | Visszalépett (1. hét)      | Visszalépett (1. hét)              | Visszalépett (1. hét)                                             | Visszalépett (1. hét)                                             |  |
|                       |                             |                                  |                             |                                 |                                     |                               |                                |                            |                                    |                                                                   |                                                                   |  |
| "Lifeline" szavazás   | Parker 52,0%                | Lawrie 37,9%                     | Lawrie 37,9%                | Lawrie 41,2%                    | Lavery 46,1%                        | Nincs "Lifeline" szavazás     | Nincs "Lifeline" szavazás      | Nincs "Lifeline" szavazás  | Nincs "Lifeline" szavazás          | Nincs "Lifeline" szavazás                                         | Nincs "Lifeline" szavazás                                         |  |
| "Lifeline" szavazás   | Aalto 38,5%                 | Aalto 32,0%                      | Relley C 36,0%              | Louise 35,0%                    | Four of Diamonds 27,3%              | Nincs "Lifeline" szavazás     | Nincs "Lifeline" szavazás      | Nincs "Lifeline" szavazás  | Nincs "Lifeline" szavazás          | Nincs "Lifeline" szavazás                                         | Nincs "Lifeline" szavazás                                         |  |
| "Lifeline" szavazás   | Bratavio 9,5%               | Parker 30,0%                     | Four of Diamonds 26,1%      | Four of Diamonds 23,8%          | Aalto 26,6%                         | Nincs "Lifeline" szavazás     | Nincs "Lifeline" szavazás      | Nincs "Lifeline" szavazás  | Nincs "Lifeline" szavazás          | Nincs "Lifeline" szavazás                                         | Nincs "Lifeline" szavazás                                         |  |
| Párbaj                | Aalto, Bratavio             | Aalto, Parker                    | Relley C, Four of Diamonds  | Four of Diamonds, Louise        | Aalto, Four of Diamonds             | Lavery, Lawrie                | Honey G, Lawrie                | 5 After Midnight, Honey G  | Middlemas, Terry                   | Nincs párbaj, a zsűri nem szavaz, csak a nézői voksok számítanak. | Nincs párbaj, a zsűri nem szavaz, csak a nézői voksok számítanak. |  |
| A zsűri szavazata     | kieséshez                   | kieséshez                        | kieséshez                   | kieséshez                       | kieséshez                           | kieséshez                     | kieséshez                      | kieséshez                  | továbbjutáshoz                     | Nincs párbaj, a zsűri nem szavaz, csak a nézői voksok számítanak. | Nincs párbaj, a zsűri nem szavaz, csak a nézői voksok számítanak. |  |
| Walsh szavazata       | Aalto                       | Parker                           | Relley C                    | Louise                          | Aalto                               | Lawrie                        | Lawrie                         | Honey G                    | Terry                              | Nincs párbaj, a zsűri nem szavaz, csak a nézői voksok számítanak. | Nincs párbaj, a zsűri nem szavaz, csak a nézői voksok számítanak. |  |
| Osbourne szavazata    | Bratavio                    | Parker                           | Four of Diamonds            | Louise                          | Four of Diamonds                    | Lavery                        | Lawrie                         | 5 After Midnight           | Terry                              | Nincs párbaj, a zsűri nem szavaz, csak a nézői voksok számítanak. | Nincs párbaj, a zsűri nem szavaz, csak a nézői voksok számítanak. |  |
| Scherzinger szavazata | Bratavio                    | Aalto                            | Relley C                    | Louise                          | Four of Diamonds                    | Lavery                        | Honey G                        | Honey G                    | Terry                              | Nincs párbaj, a zsűri nem szavaz, csak a nézői voksok számítanak. | Nincs párbaj, a zsűri nem szavaz, csak a nézői voksok számítanak. |  |
| Cowell szavazata      | Bratavio                    | Aalto                            | Relley C                    | Four of Diamonds                | Four of Diamonds                    | Lawrie                        | Lawrie                         | Honey G                    | Middlemas                          | Nincs párbaj, a zsűri nem szavaz, csak a nézői voksok számítanak. | Nincs párbaj, a zsűri nem szavaz, csak a nézői voksok számítanak. |  |
| Kiesett               | Bratavio 3/4 szavazat Zsűri | Freddy Parker 2/4 szavazat Nézők | Relley C 3/4 szavazat Zsűri | Gifty Louise 3/4 szavazat Zsűri | Four of Diamonds 3/4 szavazat Zsűri | Sam Lavery 2/4 szavazat Nézők | Ryan Lawrie 3/4 szavazat Zsűri | Honey G 3/4 szavazat Zsűri | Emily Middlemas 1/4 szavazat Zsűri | 5 After Midnight 31,3% győzelemhez                                | Saara Aalto 40,4% győzelemhez                                     |  |

### Az élő műsorok

#### 1. hét (október 8/9.)
Az első élő show előtt mindhárom csapat megváltoztatta a nevét a The Brooks ezentúl Brooks Way, a 5 AM 5 After Midnight-ként, míg Ottavio & Bradley pedig Bratavio néven versenyez tovább.
Az első héten a Brooks Way nem lépett fel a versenyben, majd vasárnap vissza is léptek.
- Téma: "Express Yourself" (dal, ami legjobban bemutatja a versenyzőt)[60]
- Közös produkció: Sax[81]
- Sztárfellépő(k): James Arthur[82]

| Versenyző        | Sorrend | Dal                                      | Eredmény     |
| ---------------- | ------- | ---------------------------------------- | ------------ |
| 5 After Midnight | 1.      | "Can't Stop the Feeling!"                | Továbbjutott |
| Sam Lavery       | 2.      | "Impossible"                             | Továbbjutott |
| Saara Aalto      | 3.      | "Let It Go"                              | Utolsó három |
| Ryan Lawrie      | 4.      | "Perfect"                                | Továbbjutott |
| Gifty Louise     | 5.      | "That's My Girl"                         | Továbbjutott |
| Relley C         | 6.      | "Shackles (Praise You)"                  | Továbbjutott |
| Matt Terry       | 7.      | "You Don't Own Me"                       | Továbbjutott |
| Freddy Parker    | 8.      | "Killing Me Softly with His Song"        | Utolsó három |
| Bratavio         | 9.      | "Boom, Boom, Boom, Boom!!"/"Barbie Girl" | Utolsó három |
| Emily Middlemas  | 10.     | "Closer"                                 | Továbbjutott |
| Honey G          | 11.     | "California Love"                        | Továbbjutott |
| Brooks Way       | N/A     | N/A                                      | Visszalépett |
| Párbaj           |         |                                          |              |
| Saara Aalto      | 1.      | "Alive"                                  | Továbbjutott |
| Bratavio         | 2.      | "The Only Way Is Up"                     | Kiesett      |

A zsűri szavazata
- Walsh: Aalto – saját versenyzőjét védve
- Osbourne: Bratavio – saját versenyzőjét védve
- Scherzinger: Bratavio – a párbaj alapján
- Cowell: Bratavio – a párbaj alapján

A zsűri többségi döntése alapján a Bratavio nevű formáció távozott a versenyből.

#### 2. hét (október 15/16.)
2016. október 10-én bejelentették, hogy a Brooks Way nevű formáció visszalép a versenytől, azok után, hogy az első élő adásban sem léptek már fel a megelőző szombaton. Ugyanezen a napon azt is nyilvánosságra hozta a műsor, hogy helyüket a Mentorok házában kiesett, de a nézők által nagyon kedvelt Four of Diamonds lánycsapat fogja átvenni a második héttől.
- Téma: "Motown" dalok[86]
- Sztárfellépő(k):
  - Szombat: Motown: The Musical
  - Vasárnap: Little Mix és OneRepublic[64]

| Act              | Sorrend | Dal                                   | Eredmény     |
| ---------------- | ------- | ------------------------------------- | ------------ |
| Freddy Parker    | 1.      | "Ain't No Mountain High Enough"       | Utolsó három |
| Emily Middlemas  | 2.      | "Stop! In the Name of Love"           | Továbbjutott |
| Matt Terry       | 3.      | "I Heard it Through the Grapevine"    | Továbbjutott |
| Relley C         | 4.      | "Ain't No Sunshine"                   | Továbbjutott |
| Sam Lavery       | 5.      | "Hello"                               | Továbbjutott |
| 5 After Midnight | 6.      | "Get Ready"/"Reach Out I'll Be There" | Továbbjutott |
| Ryan Lawrie      | 7.      | "Superstition"                        | Utolsó három |
| Honey G          | 8.      | "Mo Money Mo Problems"                | Továbbjutott |
| Gifty Louise     | 9.      | "Rockin' Robin"                       | Továbbjutott |
| Saara Aalto      | 10.     | "River Deep – Mountain High"          | Utolsó három |
| Four of Diamonds | 11.     | "You Keep Me Hangin' On"              | Továbbjutott |
| Párbaj           |         |                                       |              |
| Freddy Parker    | 1.      | "Stay"                                | Kiesett      |
| Saara Aalto      | 2.      | "Run"                                 | Továbbjutott |

A zsűri szavazata
- Scherzinger: Saara Aalto – saját versenyzőjét védve
- Osbourne: Freddy Parker – nem magyarázta meg, de a saját versenyzőjét védve
- Walsh: Freddy Parker – a párbaj produkció alapján
- Cowell: Saara Aalto – a döntést nehezebbnek találta, mint múlt héten de a szívére hallgatott

A zsűri nem tudta eldönteni ki távozzon a versenyből, ezért a nézői szavazatok alapján Freddy Parker esett ki.

#### 3. hét (október 22/23.)
- Téma: "Divas" – dalok díváktól[89]
- Vendégmentor: John Legend[90]
- Közös produkció: "Year 3000" a Busteddal
- Sztárfellépő(k):
  - Szombat: Nicole Scherzinger[65]
  - Vasárnap: Shawn Mendes és John Legend[66]

| Versenyző        | Sorrend | Dal                                       | Eredmény     |
| ---------------- | ------- | ----------------------------------------- | ------------ |
| Ryan Lawrie      | 1.      | "Rolling in the Deep"                     | Utolsó három |
| Gifty Louise     | 2.      | "Lay Me Down"                             | Továbbjutott |
| 5 After Midnight | 3.      | "Valerie"                                 | Továbbjutott |
| Sam Lavery       | 4.      | "Earth Song"                              | Továbbjutott |
| Matt Terry       | 5.      | "I'll Be There"                           | Továbbjutott |
| Honey G          | 6.      | "Ice Ice Baby"/"Under Pressure"           | Továbbjutott |
| Relley C         | 7.      | "(You Make Me Feel Like) A Natural Woman" | Utolsó három |
| Emily Middlemas  | 8.      | "How Will I Know"                         | Továbbjutott |
| Four of Diamonds | 9.      | "Lady Marmalade"/"Bang Bang"              | Utolsó három |
| Saara Aalto      | 10.     | "It's Oh So Quiet"                        | Továbbjutott |
| Párbaj           |         |                                           |              |
| Relley C         | 1.      | "I Can't Make You Love Me"                | Kiesett      |
| Four of Diamonds | 2.      | "Who Are You"                             | Továbbjutott |

A zsűri szavazata
- Walsh: Relley C – saját versenyzőjét védve
- Osbourne: Four of Diamonds – saját versenyzőjét védve
- Scherzinger: Relley C – a párbaj produkció alapján
- Cowell: Relley C – az alapján kinek van több esélye

A zsűri többségi döntése alapján a harmadik héten Relley C távozott a versenyből.

#### 4. hét (október 29/30.)
- Téma: Fright Night – dalok a Halloween jegyében[93]
- Közös produkció: "Cake by the Ocean"
- Sztárfellépők: Louisa Johnson[94] és Bruno Mars[95]

| Versenyző        | Sorrend | Dal                          | Eredmény     |
| ---------------- | ------- | ---------------------------- | ------------ |
| Gifty Louise     | 1.      | "I'm in Love with a Monster" | Utolsó három |
| Matt Terry       | 2.      | "I Put a Spell on You"       | Továbbjutott |
| 5 After Midnight | 3.      | "Thriller"                   | Továbbjutott |
| Honey G          | 4.      | "Men in Black"               | Továbbjutott |
| Ryan Lawrie      | 5.      | "Everybody"                  | Utolsó három |
| Sam Lavery       | 6.      | "Total Eclipse of the Heart" | Továbbjutott |
| Saara Aalto      | 7.      | "Bad Romance"                | Továbbjutott |
| Four of Diamonds | 8.      | "Ghost"                      | Utolsó három |
| Emily Middlemas  | 9.      | "Creep"                      | Továbbjutott |
| Párbaj           |         |                              |              |
| Gifty Louise     | 1.      | "A Song For You"             | Kiesett      |
| Four of Diamonds | 2.      | "The Voice Within"           | Továbbjutott |

A zsűri szavazata
- Cowell: Four of Diamonds – saját versenyzőjét védve
- Walsh: Gifty Louise – saját versenyzőjét védve
- Scherzinger: Gifty Louise – dicsérte az előadót, de különösebb indoklást nem adott
- Osbourne: Gifty Louise – Louis Walsh kérlelése alapján, de indoklás nélkül

A zsűri többségi döntése alapján a héten a verseny Gifty Louisenak ért véget.

#### 5. hét (november 5/6.)
- Téma: Girlband vs. Boyband – dalok férfi és női formációktól[98]
- Közös produkció: "Keep On Movin'"
- Sztárfellépők: Emeli Sandé és Robbie Williams[68]

Azok a versenyzők, akik bejutottak az ötödik élő showba mindannyian részt vesznek majd a The X Factor Live Tour 2017-en.
A szombati adásban bejelentették, hogy még azon a napon megindul a jelentkezés a műsor következő évadába.
| Versenyző        | Sorrend | Dal                        | Eredmény     |
| ---------------- | ------- | -------------------------- | ------------ |
| Matt Terry       | 1.      | "I'm Your Man"             | Továbbjutott |
| Sam Lavery       | 2.      | "I'll Stand By You"        | Utolsó három |
| Honey G          | 3.      | "Jump"                     | Továbbjutott |
| Ryan Lawrie      | 4.      | "Twist and Shout"          | Továbbjutott |
| Four of Diamonds | 5.      | "Hold On"                  | Utolsó három |
| Saara Aalto      | 6.      | "Sound of the Underground" | Utolsó három |
| Emily Middlemas  | 7.      | "What Makes You Beautiful" | Továbbjutott |
| 5 After Midnight | 8.      | "Say You'll Be There"      | Továbbjutott |
| Párbaj           |         |                            |              |
| Four of Diamonds | 1.      | "When You Believe"         | Kiesett      |
| Saara Aalto      | 2.      | "Who You Are"              | Továbbjutott |

A zsűri szavazata
- Walsh: Saara Aalto – saját versenyzőjét védve
- Osbourne: Four of Diamonds – saját versenyzőjét védve
- Scherzinger: Four of Diamonds – párbaj produkció alapján
- Cowell: Four of Diamonds – kinek van több esélye a versenyben

A zsűri többségi döntése alapján az ötödik héten a Four of Diamonds nevű formációnak ért véget a verseny.

#### 6. hét (november 12/13.)
- Téma: "Disco"[102]
- Közös produkció: "Rise Up"[103]
- Sztárfellépők:
  - Szombat: Sister Sledge[69]
  - Vasárnap: Olly Murs[104] és Nathan Sykes[70]

Ettől a héttől kezdve nincs "Lifeline" szavazás, a két legkevesebb szavazatot kapott versenyző párbajozik.
| Versenyző        | Sorrend | Dal                                | Eredmény     |
| ---------------- | ------- | ---------------------------------- | ------------ |
| Saara Aalto      | 1.      | "No More Tears (Enough Is Enough)" | Továbbjutott |
| Sam Lavery       | 2.      | "I Will Survive"                   | Utolsó kettő |
| Ryan Lawrie      | 3.      | "Play That Funky Music"            | Utolsó kettő |
| 5 After Midnight | 4.      | "Boogie Wonderland"                | Továbbjutott |
| Matt Terry       | 5.      | "Best of My Love"                  | Továbbjutott |
| Emily Middlemas  | 6.      | "Wishing on a Star"                | Továbbjutott |
| Honey G          | 7.      | "Stayin' Alive"                    | Továbbjutott |
| Párbaj           |         |                                    |              |
| Sam Lavery       | 1.      | "No More Drama"                    | Kiesett      |
| Ryan Lawrie      | 2.      | "Stop Crying Your Heart Out"       | Továbbjutott |

A zsűri szavazata
- Cowell: Ryan Lawrie – saját versenyzőjét védve
- Scherzinger: Sam Lavery – saját versenyzőjét védve
- Walsh: Ryan Lawrie – mivel Sam az ő "wildcard" választása volt
- Osbourne: Sam Lavery – nem tudta eldönteni, ezért a nézőkre szerette volna bízni a döntést

A zsűri nem tudta eldönteni, melyik versenyző essen ki, ezért a korábbi nézői voksok alapján a verseny Sam Laverynek ért véget.

#### 7. hét (november 19/20.)
- Téma: Movies – dalok filmekből[107]
- Sztárfellépők: a School of Rock musical szereplői, Craig David[108] és Alicia Keys[71]

| Versenyző        | Sorrend | Dal                                     | Film                                   | Eredmény     |
| ---------------- | ------- | --------------------------------------- | -------------------------------------- | ------------ |
| Ryan Lawrie      | 1.      | "Jailhouse Rock"                        | Börtönrock                             | Utolsó kettő |
| 5 After Midnight | 2.      | "Try a Little Tenderness"               | The Commitments                        | Továbbjutott |
| Saara Aalto      | 3.      | "My Heart Will Go On"                   | Titanic                                | Továbbjutott |
| Matt Terry       | 4.      | "Writing's on the Wall"                 | Spectre                                | Továbbjutott |
| Honey G          | 5.      | "It's Like That"/"Gettin' Jiggy wit It" | Keith Lemon: A film/A diszkó végnapjai | Utolsó kettő |
| Emily Middlemas  | 6.      | "It Must Have Been Love"                | Micsoda nő!                            | Továbbjutott |
| Párbaj           |         |                                         |                                        |              |
| Ryan Lawrie      | 1.      | "Lego House"                            | "Lego House"                           | Kiesett      |
| Honey G          | 2.      | "Get Your Freak On"/ "Work It"          | "Get Your Freak On"/ "Work It"         | Továbbjutott |

A zsűri szavazata
- Cowell: Ryan Lawrie – szerinte kevésbé szeretett volna továbbjutni a párbaj alapján
- Osbourne: Ryan Lawrie – saját versenyzőjét védve
- Scherzinger: Honey G – saját versenyzőjét védve
- Walsh: Ryan Lawrie – nem indokolta meg

A zsűri többségi döntése alapján a hetedik héten a verseny Ryan Lawrie számára ért véget.

#### 8. hét (november 26/27.)
- Téma: "Louis Loves" és egy a versenyző által választott dal[110]
- Közös produkció: "Saturday Night's Alright for Fighting"
- Sztárfellépők: Busted és a Clean Bandit ft. Sean Paul és Anne-Marie[111]

Ez volt az első hét, amikor minden versenyző két dalt adott elő a zsűrinek és a közönségnek.
| Versenyző        | Sorrend | Első dal (Louis Loves)             | Sorrend                  | Második dal (versenyző választása)                         | Eredmény     |
| ---------------- | ------- | ---------------------------------- | ------------------------ | ---------------------------------------------------------- | ------------ |
| Matt Terry       | 1.      | "Secret Love Song"                 | 6.                       | "Alive"                                                    | Továbbjutott |
| Saara Aalto      | 2.      | "The Winner Takes It All"          | 10.                      | "Diamonds Are Forever"/"Diamonds Are a Girl's Best Friend" | Továbbjutott |
| Honey G          | 3.      | "U Can't Touch This"/"Super Freak" | 8.                       | "Push It "/"Black Beatles"                                 | Utolsó kettő |
| 5 After Midnight | 4.      | "Uptown Funk"                      | 7.                       | "Sorry"/"One Dance"                                        | Utolsó kettő |
| Emily Middlemas  | 5.      | "Toxic"                            | 9.                       | "Human"                                                    | Továbbjutott |
| Párbaj           |         |                                    |                          |                                                            |              |
| Honey G          | 1.      | "California Love"                  | "California Love"        | "California Love"                                          | Kiesett      |
| 5 After Midnight | 2.      | "Beneath Your Beautiful"           | "Beneath Your Beautiful" | "Beneath Your Beautiful"                                   | Továbbjutott |

A zsűri szavazata
- Walsh: Honey G – saját versenyzőjét védve
- Osbourne: 5 After Midnight – saját versenyzőjét védve
- Scherzinger: Honey G – nem indokolta meg
- Cowell: Honey G – a csapatnak több esélye van megnyerni a versenyt

A zsűri többségi döntése alapján a nyolcadik héten a verseny Honey G számára ért véget.

#### 9. hét (december 3/4.)
- Téma: "Christmas"[114] és a versenyző saját választása[115]
- Közös produkció: "Do They Know It's Christmas?"
- Sztárfellépők: Zara Larsson és Lady Gaga[74]

| Versenyző        | Sorrend | Első dal                                            | Sorrend | Második dal                           | Eredmény     |
| ---------------- | ------- | --------------------------------------------------- | ------- | ------------------------------------- | ------------ |
| Matt Terry       | 1.      | "Silent Night"                                      | 6.      | "Say You Love Me"                     | Utolsó kettő |
| 5 After Midnight | 2.      | "Stay Another Day"                                  | 8.      | "Signed, Sealed, Delivered I'm Yours" | Továbbjutott |
| Emily Middlemas  | 3.      | "Happy Xmas (War Is Over)"                          | 5.      | "Mad World"                           | Utolsó kettő |
| Saara Aalto      | 4.      | "White Christmas"/"All I Want for Christmas Is You" | 7.      | "Chandelier"                          | Továbbjutott |
| Párbaj           |         |                                                     |         |                                       |              |
| Matt Terry       | 1.      | "Hurt"                                              | "Hurt"  | "Hurt"                                | Továbbjutott |
| Emily Middlemas  | 2.      | "Wings"                                             | "Wings" | "Wings"                               | Kiesett      |

A zsűri szavazata, hogy ki jusson tovább
- Cowell: Emily Middlemas – saját versenyzőjét szerette volna látni a Fináléban
- Scherzinger: Matt Terry – saját versenyzőjét szerette volna látni a Fináléban
- Walsh: Matt Terry – nem indokolta meg
- Osbourne: Matt Terry – nem indokolta meg

A zsűri többségi döntése alapján Matt Terry jutott tovább a jövő heti Fináléba, és Emily Middlemas távozott a versenyből.

#### 10. hét: Finálé (december 10/11.)
Szombat (december 10.)
- Téma: versenyző által választott dal és sztárduett[117]
- Közös produkció: "Final Night"/"Shout Out to My Ex"/"Cake by the Ocean"/"Can't Stop the Feeling!" (a Top 12 Beck Martinnal)
- Sztárfellépők: Louis Tomlinson ft. Steve Aoki,[118] Honey G és The Weeknd[119]

| Versenyző        | Sorrend | Első dal                            | Sorrend | Második dal (duett)                            | Eredmény     |
| ---------------- | ------- | ----------------------------------- | ------- | ---------------------------------------------- | ------------ |
| 5 After Midnight | 1.      | "Crazy in Love"                     | 4.      | "Tears" (Clean Bandittel és Louisa Johnsonnal) | Kiesett      |
| Matt Terry       | 2.      | "Take Me Home"                      | 5.      | "Purple Rain" (Nicole Scherzingerrel)          | Továbbjutott |
| Saara Aalto      | 3.      | "Everybody Wants to Rule the World" | 6.      | "Bohemian Rhapsody"(Adam Lamberttel)           | Továbbjutott |

A szombati este a legkevesebb nézői voksot a 5 After Midnight nevű formáció kapta, ezért ők távoztak a versenyből.
Vasárnap (december 11.)
- Téma: az évad kedvenc dala és a dal a győzelemért
- Közös produkció: "Everybody's Free (To Feel Good)" (Top 2 Kylie Minogue-al)
- Sztárfellépők: Kylie Minogue,[121] Madness[78] és a Little Mix ft. Charlie Puth,[122]

| Versenyző   | Sorrend | Első dal (az évad dala) | Sorrend | Második dal                     | Eredmény          |
| ----------- | ------- | ----------------------- | ------- | ------------------------------- | ----------------- |
| Saara Aalto | 1.      | "It's Oh So Quiet"      | 4.      | "I Didn't Know My Own Strength" | Második helyezett |
| Matt Terry  | 2.      | "Writing's on the Wall" | 3.      | "One Day I'll Fly Away"         | Nyertes           |

A néző szavazatok alapján az évad nyertese Matt Terry lett.

## A győztes dala
2016. december 4-én bejelentették, hogy a győztes dalból befolyt bevételek egészét két jótékonysági szervezetnek ajánlják majd fel. Ezek a Together for Short Lives és Shooting Star CHASE voltak. Ez volt a hatodik év, hogy a műsor a győztes dal bevételeit jótékony célra ajánlja fel.
A dalt Ed Sheeran írta a győztes számára, a dal címe "When Christmas Comes Around".

## Nézettség
| Epizód              | Vetítés időpontja    | Nézők száma  | Adásidő reklám nélkül |
| ------------------- | -------------------- | ------------ | --------------------- |
| Válogatás 1.        | 2016. augusztus 27.  | 8,72 millió  | 67 perc               |
| Válogatás 2.        | 2016. augusztus 28.  | 8,07 millió  | 46 perc               |
| Válogatás 3.        | 2016. szeptember 3.  | 10,21 millió | 46 perc               |
| Válogatás 4.        | 2016. szeptember 4.  | 9,18 millió  | 46 perc               |
| Válogatás 5.        | 2016. szeptember 10. | 9,14 millió  | 48 perc               |
| Válogatás 6.        | 2016. szeptember 11. | 8,63 millió  | 47 perc               |
| Válogatás 7.        | 2016. szeptember 17. | 9,35 millió  | 47 perc               |
| Tábor               | 2016. szeptember 18. | 8,31 millió  | 67 perc               |
| Hat-szék kihívás 1. | 2016. szeptember 24. | 8,91 millió  | 82 perc               |
| Hat-szék kihívás 2. | 2016. szeptember 25. | 8,62 millió  | 91 perc               |
| Mentorok háza 1.    | 2016. október 1.     | 8,70 millió  | 82 perc               |
| Mentorok háza 2.    | 2016. október 2.     | 7,87 millió  | 68 perc               |
| Élő show 1.         | 2016. október 8.     | 7,67 millió  | 93 perc               |
| Eredményhirdetés 1. | 2016. október 9.     | 7,46 millió  | 46 perc               |
| Élő show 2.         | 2016. október 15.    | 7,07 millió  | 92 perc               |
| Eredményhirdetés 2. | 2016. október 16.    | 7,38 millió  | 47 perc               |
| Élő show 3.         | 2016. október 22.    | 7,21 millió  | 86 perc               |
| Eredményhirdetés 3. | 2016. október 23.    | 7,27 millió  | 47 perc               |
| Élő show 4.         | 2016. október 29.    | 7,08 millió  | 83 perc               |
| Eredményhirdetés 4. | 2016. október 30.    | 6,99 millió  | 45 perc               |
| Élő show 5.         | 2016. november 5.    | 6,83 millió  | 73 perc               |
| Eredményhirdetés 5. | 2016. november 6.    | 7,17 millió  | 47 perc               |
| Élő show 6.         | 2016. november 12.   | 7,22 millió  | 66 perc               |
| Eredményhirdetés 6. | 2016. november 13.   | 6,99 millió  | 47 perc               |
| Élő show 7.         | 2016. november 19.   | 7,18 millió  | 59 perc               |
| Eredményhirdetés 7. | 2016. november 20.   | 6,80 millió  | 47 perc               |
| Élő show 8.         | 2016. november 26.   | 6,57 millió  | 84 perc               |
| Eredményhirdetés 8. | 2016. november 27.   | 6,66 millió  | 47 perc               |
| Élő show 9.         | 2016. december 3.    | 6,69 millió  | 69 perc               |
| Eredményhirdetés 9. | 2016. december 4.    | 6,71 millió  | 47 perc               |
| Finálé I.           | 2016. december 10.   | 6,38 millió  | 100 perc              |
| Finálé II.          | 2016. december 11.   | 7,61 millió  | 97 perc               |